# Aller-Leine-Tal

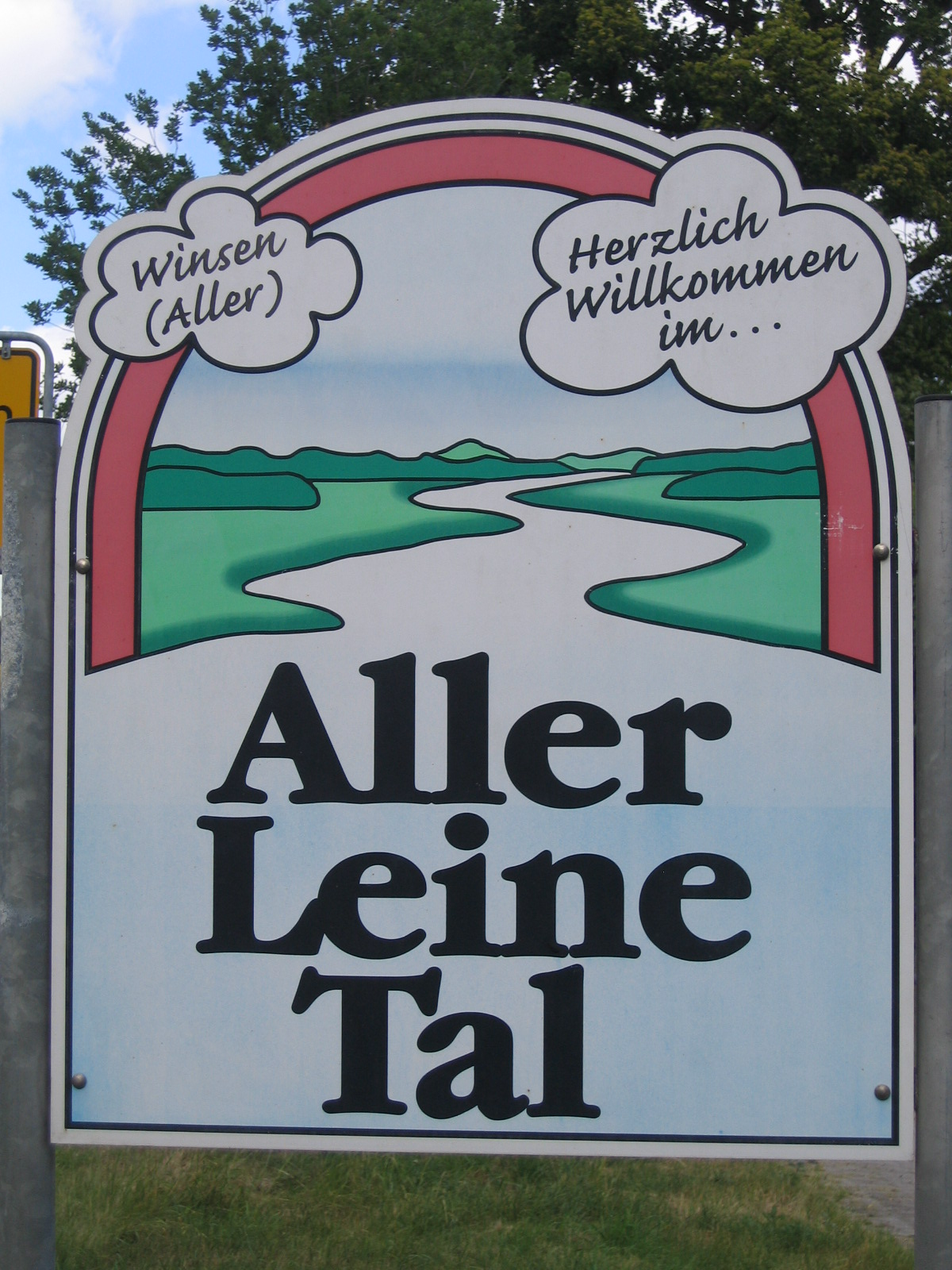
Aller-Leine-Tal-Tafel in Wolthausen

Aller-Leine-Tal ist der Name einer Region nördlich von Hannover, die zu Zwecken des Regionalmarketings und der interkommunalen Zusammenarbeit gebildet wurde. Das Aller-Leine-Tal umfasste zuerst nur die drei Samtgemeinden Ahlden, Rethem und Schwarmstedt im Landkreis Heidekreis, die sich am Südwestrand der Lüneburger Heide im Mündungsbereich der Leine in die Aller befinden. 
Seit 2001 gehören auch die benachbarten Gemeinden Hambühren, Wietze und Winsen (Landkreis Celle) sowie die Gemeinde Dörverden und das südlich der BAB 27 gelegene Gebiet der Gemeinde Kirchlinteln (Landkreis Verden) zur Region Aller-Leine-Tal. Verbindendes und charakteristisches Element der Region ist die Flusslandschaft der Aller und der Leine.

## Entstehung und Entwicklung
Die regionale Zusammenarbeit begann 1995 mit der Suche des Amtes für Agrarstruktur Verden (heute: Amt für Landentwicklung Verden) nach Gemeinden zur Schaffung moderner Strukturen mit nachhaltiger Entwicklung. 
Die Samtgemeinden Ahlden, Rethem/Aller und Schwarmstedt gründeten am 8. Oktober 1998 den Zweckverband Aller-Leine-Tal. 2001/2002 belegte die Region mit ihrem Regionalen Entwicklungskonzept (REK) in einem niedersachsenweiten Wettbewerb den 2. Platz im Förderprogramm LEADER+ der Europäischen Union, mit dem ländliche Räume bis 2006 mit Fördermitteln unterstützt wurden. Im Rahmen der Erarbeitung des REK erfolgte auch die räumliche Erweiterung der Region. 
Zentrales Gremium zur Steuerung des LEADER+-Prozesses ist die Lokale Aktionsgruppe (LAG) „Kooperationsraum Aller-Leine-Tal“. 2007 hat das Aller-Leine-Tal das REK von 2001 fortgeschrieben und sich mit dem REK 2007 am Leader-Auswahlverfahren für die EU-Förderperiode 2007–2013 beteiligt. 
Am 21. November 2007 hat das Niedersächsische Ministerium für den ländlichen Raum, Ernährung, Landwirtschaft und Verbraucherschutz das Aller-Leine-Tal als eine von insgesamt 32 Leader-Regionen in Niedersachsen anerkannt.

## Tourismus
Das Aller-Leine-Tal bietet 100 Kilometer Aller-Radweg und 360 Kilometer Regionalschleifen durch Wälder, Wiesen und Moore. Wer dem Wasser nicht abgeneigt ist, dem wird Angeln, Schwimmen, Kanu-, Kajak- und Floßfahren geboten.
Auch „radeln“ auf der Aller ist möglich mit dem „Shuttle-Bike“, das bei der Bootsstation im Ort Bosse gemietet werden  kann. 
Im Westen bei Dörverden bringt die sogenannte Allerfähre Radfahrer und Fußgänger von Westen über die Aller ins benachbarte Otersen. 
In der Nähe finden sich Tier- und Freizeitparks wie der Serengeti-Park in Hodenhagen, Heide-Park in Soltau, Vogelpark Walsrode, Wildpark Lüneburger Heide in Nindorf oder der Magic Park in Verden.